# Flavius Magnus
Pour les articles homonymes, voir Magnus.
Flavius Magnus (v. 405 - 475) fut préfet du prétoire des Gaules puis consul, dans la deuxième moitié du Ve siècle.

## Biographie
Originaire de Narbonne et membre d'une grande famille gallo-romaine, il fut magister officiorum d'Avitus, auquel il était apparenté, en 455 et 456, lorsque celui-ci fut brièvement empereur. 
Pour ses qualités certaines et sa fidélité envers Rome, il fut nommé préfet du prétoire des Gaules par Majorien en remplacement de Paeonius en 458, sans doute dans le cadre de sa politique de conciliation avec la noblesse de la Gaule. Quand Majorien franchit les Alpes en novembre 458, Magnus déjà nommé préfet du prétoire des Gaules l'accompagnait avec des hauts-fonctionnaires dont le « questeur du sacré palais », Domnulus et le chef de la chancellerie (magister epistolarum), Petrus.  Il devint même consul de l'année 460. En 461 sous le consulat de Flavius Severinus, probablement en juillet, on le retrouve à Arles où il participe  avec l'empereur Majorien et Sidoine Apollinaire à une réunion dans une luxueuse demeure d'un patricien arlésien. 
On possède peut-être son épitaphe (une inscription difficile à interpréter) qui pourrait dater sa mort de 475.

## Généalogie
Il aurait eu trois enfants : Magnus Felix qui deviendra également préfet du prétoire (des Gaules ou d'Italie), Probus, Araneola.